# Rorschach
Rorschach är en stad och kommun i distriktet Rorschach i kantonen Sankt Gallen, Schweiz. Kommunen har 9 955 invånare (2023).